# Mircea Dinescu
Mircea Dinescu (Slobozia, 1950. november 11. –) román költő.

## Életútja, munkássága
Egy délromániai kisvárosban, Sloboziában nőtt fel, majd korán kezdett költészettel foglalkozni. Korai verseiből Csiki László jelentetett meg magyar fordításban válogatást a Román Költők sorozatban. Szembekerült a kommunista vezetéssel, 1989-ben háziőrizetben tartotta a Securitate. Az 1989-es romániai forradalom egyik vezéralakja volt.
Prominens szerepet vállalt a forradalomban, nem sokkal később azonban hátat fordított a politikának.
Társalapítója volt az Academia Cațavencu szatirikus lapnak, amelyből 1998-ban kilépett, és saját lapokat alapított (Plai cu Boi, Aspirina Săracului). A könyveivel keresett pénz egy részét a mezőgazdaságba fektette, az ő tulajdonában áll a Vinul Moșierului néven forgalmazott bort készítő pincészet.
A civil társadalomban továbbra is fontos szerepet játszik, a Consiliul Național pentru Studierea Arhivelor Securității (Nemzeti Tanács a Securitate Iratok Tanulmányozásáért) tagjaként felemelte szavát a volt hivatásos ügynökök és besúgók adatainak nyilvánosságáért. Harcos antikommunista, kritizálja a kommunista rezsimmel kapcsolatba került politikusokat is.
Bár nem vállalt közvetlen politikai szerepet, nyíltan támogatta Traian Băsescu 2004-es elnökválasztási kampányát.
2009-ben már az elnök egyik legfőbb kritikusa. Vitatott mozzanata volt a választási kampánynak, hogy a Dinescu lakóhelyén és részben költségén szervezett nagygyűlésen őt magát az államelnök nem engedte szóhoz jutni.
Dinescu gyakori szereplője a Realitatea TV politikai háttérműsorainak, Stelian Tănase újságíró társaságában pedig ugyanott heti rendszerességgel jelentkezik a "Tănase és Dinescu" kommentárjaival.

## Verseskötetei
- Invocație nimănui (Ajánlás senkinek), 1971
- Elegii de când eram mai tânăr (Elégiák fiatalabb koromból), 1973
- Proprietarul de poduri (A hídtulajdonos), 1976
- La dispoziția dumneavoastră (Önök rendelkezésére), 1979
- Teroarea bunului simț (A jóérzés terrorja), 1980
- Democrația naturii (A természet demokráciája), 1981
- Exil pe o boabă de piper (Száműzetés egy borsszemre), 1983
- Rimbaud negustorul (A kereskedő Rimbaud), 1985
- Moartea citește ziarul (A halál újságot olvas), Amszterdam, 1989
- Moartea citește ziarul, Bukarest, 1990
- Proprietarul de poduri (A hídtulajdonos, antológia), 1991
- O beție cu Marx (Ivászat Marxszal), 1996
- Pamflete vesele și triste (Vidám és szomorú pamfletek), 1996
- Nelu Santinelu, 1998
- Fluierături în biserică (Füttyentések a templomban), antológia, 1998
- Corijent la cele sfinte (Megbuktatva szent dolgokból), 2003

## Fordításban megjelent kötetei
- À votre disposition (Bukarest, 1982)
- Exile On A Peppercorn (Forest Books, London-Boston, 1985)
- Exil im Pfefferkorn (ford. Werner Söllner, Suhrkamp Verlag, 1989)
- Mircea Dinescu – Poèmes (Albin Michel Éd, Párizs, 1989, Eugène Ionesco bevezetőjével),
- Trente deux poésies de Mircea Dinescu (Gap, 1989)
- Ein Maulkorb fürs Gras (trad. Werner Söllner, Ammann Verlag, Zürich, 1990)
- De Dood leest de krant (Amszterdam, 1990)

### Magyarul
- A jóság rémuralma. Versek; vál., ford. Csiki László; Kriterion, Bukarest, 1982 (Román költők)
- Titanic-valcer. Versek; ford. Szlafkay Attila; Kráter, Bp., 1989
- A halál újságot olvas. Versek; ford. Csiki László, Csordás Gábor; Jelenkor, Pécs, 1991
- Szentségekből bukásra; ford. Váli Éva; Pallas-Akadémia, Csíkszereda, 2005 ISBN 9789736650772
- Szegek, ebek és szúró darazsak. Politikai szatírák; ford. Váli Éva; Pallas-Akadémia, Csíkszereda, 2007 ISBN 9789736651762
- Bőröndnyi ország. Politikai szatírák; ford. Váli Éva; Pallas-Akadémia, Csíkszereda, 2009 ISBN 9789736652561